# Olivella
Olivella é um município da Espanha na comarca de Garraf, província de Barcelona, comunidade autónoma da Catalunha. Tem 38,75 km² de área e em 2021 tinha 4 127 habitantes (densidade: 106,5 hab./km²).

## Demografia
| Variação demográfica do município entre 1991 e 2004[carece de fontes?] | Variação demográfica do município entre 1991 e 2004[carece de fontes?] | Variação demográfica do município entre 1991 e 2004[carece de fontes?] | Variação demográfica do município entre 1991 e 2004[carece de fontes?] |
| ---------------------------------------------------------------------- | ---------------------------------------------------------------------- | ---------------------------------------------------------------------- | ---------------------------------------------------------------------- |
| 1991                                                                   | 1996                                                                   | 2001                                                                   | 2004                                                                   |
| 401                                                                    | 954                                                                    | 1453                                                                   | 2011                                                                   |